# Уразовка (Костанайская область)
Уразовка (каз. Уразов) — упразднённое село в Мендыкаринском районе Костанайской области Казахстана. Ликвидировано в 2009 году. Входило в состав Ломоносовского сельского округа.

## Население
В 1999 году население села составляло 118 человек (56 мужчин и 62 женщины).